# Non dimenticarti di me/Tutto passa
Non dimenticarti di me/Tutto passa è il 14° singolo del gruppo musicale I Nomadi, pubblicato in Italia nel 1971 dalla Columbia. Con Non dimenticarti di me parteciparono al Festival di Sanremo del 1971 (accoppiati a Mal) senza passare il turno.

## Tracce
1. Non dimenticarti di me – 3:16 (Mario Lavezzi, Mogol)
2. Tutto passa – 2:45 (Giuseppe Carletti, Carlo Alberto Contini)

Durata totale: 6:01